# Gare d’Agde
Gare d'Agde – stacja kolejowa w Agde, w departamencie Hérault, w regionie Oksytania, we Francji.
Została otwarta w 1857 przez Compagnie des chemins de fer du Midi et du Canal latéral à la Garonne. Jest stacją Société nationale des chemins de fer français (SNCF), obsługiwaną przez pociągi TGV i TER Languedoc-Roussillon.